# Primitivo (vitigno)
Il Primitivo è un vitigno a bacca nera italiano. Collegandoci alla origine, il suo DNA è condiviso con il vitigno Zinfandel (californiano) e con il vitigno croato Plavac Mali; quest'ultimo è l'incrocio fra Zinfandel e il vitigno croato Dobričić.

## Storia
La storia del primitivo si perde nella notte dei tempi. Giunto in Puglia con ogni probabilità dall'altra sponda dell'Adriatico per mano degli Illiri, popolo della regione balcanica dedito alla coltivazione della vite, iniziò ad essere commercializzato in tutto il Mediterraneo dai fenici, antichi frequentatori delle nostre coste. E quando i greci iniziarono a colonizzare il sud Italia (VII sec. a.C.) diffondendo soprattutto in Campania e Lucania i loro vitigni a bacca nera, il vino ellenico (precursore dell'Aglianico), per quanto pregiato, non penetrò in Puglia. Ne è prova il fatto che in epoca romana accanto alla parola "vinum" si utilizzava "merum" vinum, il vino aromatizzato con il miele, acqua, e resine varie; invece merum significava vino puro, sincero. Ebbene la parola "vinum" è entrata in tutte le lingue indoeuropee, mentre la parola merum è rimasta nelle varianti romanze della Puglia, soprattutto salentine, ove ancora oggi il vino si chiama "mière" (/miεrə/, in pugliese), e "mieru" (/miεru/, in salentino).
I primi documenti relativi a questo vitigno risalgono alla seconda metà del 1700, quando un uomo di chiesa, don Francesco Filippo Indellicati, primicerio della chiesa di Gioia del Colle, notò che tra tanti vitigni che si usava coltivare nelle sue vigne, ve n'era uno che giungeva a maturazione prima degli altri e dava un'uva particolarmente nera, dolce e gustosa che si poteva vendemmiare ad agosto. L'Indellicati selezionò il vitigno che in quel tempo era chiamato zagarese, per poi denominarlo "primitivo", termine derivante dal latino primativus.
Da alcune citazioni si può dedurre con certezza che agli inizi del XIX secolo il primicerio don Francesco Filippo Indellicati e gli altri viticoltori, diffusero il primitivo di Gioia del Colle in terra di Bari e Brindisi e in terra d'Otranto (le odierne province di Taranto e Lecce). Intorno al 1820, il primitivo venne introdotto anche a Turi, Cassano, Sammichele, Noci, Castellana Grotte. Per evidenziare quale fosse la complessità della situazione vitivinicola barese, insieme al primitivo vitigno fondamentale si coltivavano uva di Troia, Bombino nero, Notardomenico, Aleatico, Amanera. I vitigni bianchi erano invece baresana, verdeca e fiano. 
Se il primitivo iniziò la sua storia nelle Murge, sarà poi nelle soleggiate terre salentine (ed in particolare in quelle circostanti, quali gli agri di Manduria, Sava, Lizzano e Maruggio, favorevoli al miglioramento delle sue qualità) che raggiungerà la sua massima diffusione. Quest'ultimo viaggio del primitivo si dovette alle nozze della contessina Sabini di Altamura e Don Tommaso Schiavoni-Tafuri di Manduria. La nobildonna, infatti, portò dalla sua città natale alcune barbatelle scelte dalla preziosa pianta, una specie di dote che il marito manduriano seppe sfruttare egregiamente.
Questo quadro ampelografico rimase invariato fino agli albori del XX secolo, quando si ebbe la distruzione della vite ad opera della fillossera. La fillossera, originaria dell'est degli Stati Uniti d'America, ha provocato una grave crisi della viticultura europea a partire dal 1863. Sono stati necessari trent'anni per debellarla, ricorrendo all'innesto della vite europea su quella americana. Nel 1869 in Francia, Victor Pulliat creò la società regionale di viticultura di Lione e organizzò delle conferenze e dei corsi di istruzione sulle radici resistenti per rigenerare i vitigni francesi attaccati dalla fillossera.
La situazione ampelografica nel 1908 nella provincia di Bari andava verso un graduale miglioramento: vennero coltivate le prime barbatelle con piede americano e nel 1912 iniziò ad intensificarsi per merito di agricoltori con mentalità più avanzata fra quali l'on. Vito Luciani (sottosegretario di stato di Gioia del Colle (1910-11) e poi dopo la guerra mondiale Ministro delle terre liberate), il quale ricostruì i vigneti su piede americano scoprendo la resistenza alla fillossera diffondendo così la cultura monovarietale o quasi. Visto che il primitivo di Manduria era più alcolico, corposo e di colore vellutato con riflessi violacei, i francesi scelsero proprio questo vino. Nacque così la vocazione al taglio del primitivo di Manduria, sebbene più che una vocazione bisognerebbe definirla un matrimonio d'interesse.